# Ørslev Sogn (Ringsted Kommune)
Ørslev Sogn 
ist eine Kirchspielsgemeinde (dän.: Sogn)
auf der Insel Sjælland im südlichen Dänemark.
Bis 1970 gehörte sie zur Harde Ringsted Herred im damaligen Sorø Amt, danach zur Ringsted Kommune im Vestsjællands Amt, die im Zuge der  Kommunalreform zum 1. Januar 2007 Teil der Region Sjælland geworden ist.
Im Kirchspiel leben 892 Einwohner, davon 673 im Kirchdorf (Stand: 1. Januar 2023).
Im Kirchspiel liegt die Kirche „Ørslev Kirke“.
Nachbargemeinden sind im Westen Sneslev Sogn, im Nordwesten Farendløse Sogn und im Norden Nordrupøster Sogn, ferner in der nordöstlich benachbarten Køge Kommune Gørslev Sogn und in der benachbarten Faxe Kommune im Südosten Terslev Sogn und im Süden Øde Førslev Sogn.